# Estación Gobernador Vera
Gobernador Vera era una estación de ferrocarril ubicada en la ciudad de Vera, provincia de Santa Fe, Argentina.
Hasta inicios de la década de 1980, prestaba servicios de cargas y pasajeros hasta la estación Santa Fe, siendo conexión primordial con la provincia del Chaco.

## Servicios
Era una de las estaciones intermedias del Ramal F del Ferrocarril General Belgrano. Desde ella partía el Ramal F14 hacia Las Toscas.